# Panogena jasmini
Panogena jasmini är en fjärilsart som beskrevs av Jean Baptiste Boisduval 1875. Panogena jasmini ingår i släktet Panogena och familjen svärmare. Inga underarter finns listade i Catalogue of Life.